# Ludvík Daněk
Ludvík Daněk, né le 6 janvier 1937 à Blansko - mort le 16 novembre 1998 à Rožnov pod Radhoštěm, est un athlète tchécoslovaque. Aux Jeux olympiques d'été de 1972 à Munich, il remporte l'épreuve du lancer du disque.

## Biographie
En 1964, les performances de Ludvík Daněk se sont nettement améliorées et il se présente aux Jeux olympiques de 1964 avec le nouveau record du monde établit à 64,54 m. Invaincu depuis 45 compétitions, le Tchécoslovaque s'incline néanmoins face à Al Oerter qui bat son jet de 60,52 mètres à sa cinquième tentative avec 61 m,. Il est le premier à lancer le disque à plus de 65 mètres en 1965, établissant un nouveau record du monde. 
Aux Jeux olympiques de 1972, il remporte le titre olympique sur la sixième et dernière tentative en lançant l'engin à 64,40 mètres pour glaner la médaille d'or. 
Il est le porte-drapeau de la délégation tchécoslovaque lors de ces Jeux ainsi que ceux de 1976. 
Il meurt le 16 novembre 1998 d'une crise cardiaque.

## Palmarès
Jeux olympiques
- Jeux olympiques de 1964 à Tokyo ( Japon) 
  -  Médaille d'argent au lancer du disque
- Jeux olympiques de 1968 à Mexico ( Mexique) 
  -  Médaille de bronze au lancer du disque
- Jeux olympiques de 1972 à Munich ( Allemagne de l'Ouest) 
  -  Médaille d’or au lancer du disque